# Měření kreativity
Pokusy měřit kreativitu, česky tvořivost, jsou v současnosti velmi časté napříč obory a účely. Mezi typické uživatele testů kreativity patří například personalisté nebo ti, kdo mají na starosti přijímací řízení na školách - obecně všichni, kdo od uchazečů vyžadují pružné a kreativní myšlení. Další skupinou, která může využívat testy kreativity jsou například učitelé a školní psychologové či kariérní poradci, kteří mohou objevenou tvořivost u žáků dále rozvíjet nebo jim s ohledem na míru kreativity pomoci zvolit vhodný obor. V současné době existuje celá řada nástrojů pro měření tvořivosti a celá řada přístupů k ní, u některých je ale poměrně diskutabilní jejich výpovědní hodnota. Podle jedné z taxonomií lze tyto testy rozdělit do osmi širších kategorií.

## Testy divergentního myšlení
Tyto testy patří k nejrozšířenějším a zároveň možná nejpopulárnějším. Jejich cílem je měřit divergentní nebo též rozbíhavé myšlení, tedy schopnost přemýšlet takzvaně "out of box” - dokázat se odpoutat od konvenčních řešení a vymýšlet nová a originální. Tento koncept vychází z některých intelektových rysů, zejména plynulosti, pružnosti, originality, schopnosti dívat se na problém z více úhlů a elaborace. Mezi klasické úkoly z této kategorie patří známý test, ve kterém mají řešitelé za úkol vymyslet co nejvíce způsobů, jak lze použít kancelářskou sponku. Při vyhodnocování testu se zpravidla posuzuje, nakolik jedinečné je každé řešení.
Mezi komplexnější testy divergentního myšlení patří například Torranceho test kreativního myšlení, ve kterém mají řešitelé pracovat s nedokončenými tvary nebo využít tvary jako základ obrázku.
Ruku v ruce s popularitou těchto testů jde ale i jejich kritika. Testy divergentního myšlení, jako je například úloha se sponkou, jsou poměrně oblíbené v personalistice a jejich využívání je všeobecně poměrně známé. Z tohoto důvodu samozřejmě na internetu koluje množství odpovědí, které každý může u pohovoru využít, aniž by na ně sám přišel. Stejně tak jsou dohledatelné i komplexnější testy kreativity. Tyto testy tedy často postrádají výpovědní hodnotu.

## Postojové a zájmové inventáře
Zatímco předchozí kategorie se snaží měřit projevy kreativity, tyto testy zkoumají kreativitu na základě zájmů a postojů jedince - předpokládají vztah mezi nimi a tvořivostí.
Položky Group Inventory for Finding Interests (Davis & Rimm, 1982) například vypadají zhruba takto:
- Rád zkouším nové věci.
- Rád píšu příběhy.
- Myslím si, že mám smysl pro humor.

A položky z Preconscious Activity Scale (Holland & Baird, 1968) zase takto:
- Potřebuji si na věci přijít sám a nepřejímat jen to, co řekne učebnice.
- Kdybych měl potřebný talent, bavilo by mě být sochařem.
- Chtěl bych být vynálezcem.

Rizikem těchto testů je sociální žádoucnost jejich odpovědí. V momentě, kdy respondent ví, co má dotazník měřit, se nevědomky snaží odpovídat tak, "jak se to od něj asi očekává”. Hrozí, že test bude tedy spíš nadhodnocovat míru kreativity. Zároveň se nejspíš u každého testu najde oblast tvořivosti, na jejíž projevy se zapomnělo.

## Testy osobnosti
Tyto testy fungují velice podobně jako předchozí kategorie - pouze s tím rozdílem, že projevy kreativity nehledají v postojích a zájmech, nýbrž v osobnostních rysech. Studie identifikovaly několik rysů, které poměrně úzce s tvořivostí souvisí. Tvořiví lidé jsou podle nich chytří, individualističtí, originální, sebejistí a nekonvenční. Je ale pravda, že souvislost každého z těchto rysů s kreativitou lze stejně tak dobře podpořit jako kritizovat. Jedním z těch, které kolují po internetu, je například tento - opět u nich platí sociální žádoucnost odpovědí.

## Biografické inventáře
I tento typ testů těsně souvisí s předchozími dvěma. Základ pro tvořivost se tentokrát snaží odhalit v biografických údajích. Například Schafferův biografický inventář (1970) sleduje pět různých oblastí: fyzické charakteristiky, rodinnou historii, vzdělání, volnočasové aktivity a různé další charakteristiky.

## Hodnocení okolím
Tento přístup k měření tvořivosti se využívá zejména ve školství. Metodologicky je tento způsob měření ve srovnání s ostatními poměrně čistý, ovšem jeho výpovědní hodnota je také diskutabilní.

### Hodnocení učitelem
Nejčastějším přístupem je hodnocení žáků učitelem. Ten má k dispozici inventář, který mu poskytuje osnovu, podle níž žáky posuzuje, a to jednak samostatně, jednak ve srovnání se zbytkem třídy. Druhým nástrojem je škála, na které učitel vyhodnotí kreativitu dítěte. Z metodologického hlediska jsou nástroje navrženy tak, aby se do hodnocení promítly příliš silně učitelovy sympatie či antipatie. Problém ale je, že zdaleka všechny projevy kreativity se nemusí projevovat ve škole, a pokud ano, není to záruka, že je učitel postřehne.

### Hodnocení spolužáky nebo spolupracovníky
Dalším typem je hodnocení spolužáky či spolupracovníky. U něj hrozí oproti hodnocení učitelem výrazně zvýšené riziko zkreslení, přesto se tato metoda poměrně často používá (zdaleka nejen na testování tvořisvosti). Riziko zkreslení se ale výrazně snižuje, pokud mají hodnotící k dispozici inventář bodů, od kterých se mohou odrazit (Specher, 1964).

### Hodnocení nadřízeným
Také poměrně častým je hodnocení od nadřízených. I zde se používá inventář, který nadřízenému pomůže na nic nezapomenout. Zároveň je zde oproti ostatním hodnotitelům výhoda toho, že vedoucí má k dispozici objektivní výsledky svých zaměstnanců, o které se může opřít.

## Posouzení výtvoru
Tento způsob testování vychází z logického předpokladu, že nejlepším dokumentem tvorby je výtvor. Existuje mnoho způsobů, jak výtvory posuzovat. Zde už narážíme na klasickou otázku, co už je a co naopak není umění.

## Posuzování vlivných lidí
Tato metoda přes svou nepraktičnost navazuje na otázku z předchozího odstavce. Tento přístup se specializuje na sestavování seznamů vlivných osob v daném oboru - např. "50 nejlepších architektů doby”, "1000 nejvlivnějších jmen v historii lidstva” a podobně. Otázkou zůstává, jaký přínos má tento přístup pro posuzování kreativity u "běžných” lidí.

## Vlastní zhodnocení kreativity
Tato kategorie je ze všech uvedených nejméně vědecká, zato napadne přirozeně asi každého. Vychází z předpokladu, že jedinec sám dokáže vyhodnotit vlastní tvořivost a její výsledky. Ke zhodnocení toho, zda daná oblast patří mezi takzvaně kreativní činnosti, přispívá zejména postoj společnosti.

## Závěr
Způsobů, jak měřit tvořivost, lze určitě najít ještě více - některé budou oscilovat mezi uvedenými možnostmi. V současné době se ale na testy kreativity valí silná vlna kritiky. Jakkoli je totiž lákavá myšlenka měřit tvořivost, často není jisté, co testy kreativity opravdu měří (pokud vůbec něco), co nám vůbec jejich výsledek naznačuje a jak moc se na něj lze spolehnout.